# Brave (album, Magdalena Tul)
Brave je druhé album zpěvačky Magdaleny Tul, které bylo vydáno 6. června 2014 pod polským hudebním vydavatelstvím Polskie Nagrania Muza. Album obsahuje 15 skladeb v angličtině a polštině.
Při práci na albu Magdalena Tul spolupracovala s Derrickem McKenziem, bubeníkem skupiny Jamiroquai.

## Seznam skladeb
1. „Brave” (Intro) – 3:24
2. „W sobie” – 3:58
3. „I Am Who I Am” – 3:42
4. „Interlude (I Am Who I Am)” – 3:41
5. „Deep” – 4:22
6. „Ile mogę dać?” – 3:54
7. „Wyspa” – 3:34
8. „Give It Up” – 2:58
9. „Tam odnajdziesz mnie” – 3:10
10. „Rescue Me” – 3:43
11. „Jak zapomnieć” – 3:16
12. „So Good” (feat. Sound’n’Grace) – 3:02
13. „So Good (Part 2)” – 2:40
14. „Jestem” (Intro) – 0:54
15. „Jestem” (bonus track) – 3:03